# Assemblée nationale (Cambodge)
Pour les autres articles nationaux ou selon les autres juridictions, voir Assemblée nationale.
VIIe législature
Bâtiment de l'Assemblée nationale
L'Assemblée nationale (en khmer : រដ្ឋសភា romanisé : Rotsaphea) est la chambre basse du Parlement du Cambodge, tandis que le Sénat constitue la chambre haute.

## Mandat
De par la constitution, l'Assemblée doit comprendre « au moins 120 députés » qui sont des citoyens cambodgiens de naissance ayant plus de 25 ans au moment de leur élection et qui sont inscrits sur les listes électorales.
La forme de scrutin est définie par la loi électorale du 12 août 1992. Les députés sont ainsi élus au scrutin de liste proportionnel à la plus forte moyenne « dans le cadre de Khet/Krong (« province/municipalité ») pris comme circonscription électorale ». Ils sont rééligibles sans limite de mandat.
La durée de la législature est normalement de cinq ans, mais elle peut être réduite en cas de dissolution de l'Assemblée. Cette procédure ne peut intervenir que si le gouvernement a été renversé deux fois dans les derniers douze mois et doit être initié par le roi, sur proposition du premier ministre et avec l'accord du président de cette chambre basse. À l'inverse, si le roi estime que des circonstances exceptionnelles empêchent la tenue des élections, il peut demander une prolongation d’une année renouvelable, qui doit être approuvée par au moins deux tiers des députés.
Une fois les députés élus, l'Assemblée doit valider leurs mandats. Dans le même temps, la vérification de la régularité du scrutin incombe conjointement au Comité national des élections et au Conseil constitutionnel. Ce dernier est habilité à recevoir les plaintes en première instance ou en appel des décisions prises par le premier nommé. Pour éviter les doublons, au cas où un dossier est déposé auprès des deux juridictions, il sera instruit par le comité national des élections.

## Système électoral
L'Assemblée nationale est composée de 125 sièges dont les membres sont élus pour cinq ans au scrutin proportionnel de liste dans vingt-cinq circonscriptions correspondant aux provinces cambodgiennes plus la capitale Phnom Penh. Le scrutin se tient avec des listes fermées et les résultats en voix conduisent à une répartition des sièges sur la base du quotient de Hare et selon la méthode à la plus forte moyenne.

## Session
Lors de la première session de chaque législature, les députés élisent à la majorité absolue un président deux vice-présidents et les membres des diverses commissions.
L’Assemblée se réunit deux fois par an pour des sessions ordinaires d’au moins trois mois et sans limite de durée ; en d’autres termes, rien ne l’empêcherait de siéger de manière permanente. Une session extraordinaire peut également être convoquée soit par le roi soit sur proposition du premier ministre ou d’un tiers des membres.
En dehors de ces périodes un comité permanent composé du président, des vice-présidents et des présidents de toutes les commissions de l'Assemblée est chargé de veiller au fonctionnement de l'institution,.
Par ailleurs, lorsque l’état d'urgence a été proclamé, l’Assemblée siège de manière permanente et il ne peut être levé que par cette dernière. Si elle est empêchée de se réunir par les circonstances, les mesures d’exception sont maintenues.

## Rôle et privilèges

### Aspect législatif
L’Assemblée nationale vote les lois, l’impôt, les traités et les conventions internationales. Cette prérogative ne peut être déléguée ; le gouvernement et le Sénat ont pour leur part la possibilité de présenter des projets de lois, mais l’Assemblée doit les approuver. De même, les députés peuvent eux aussi soumettre des propositions qui doivent être ratifiées par au moins la moitié de leurs confrères, mais elles ne doivent pas « diminuer les recettes publiques ou … augmenter les charges des citoyens ».
Les lois approuvées en première lecture sont soumises au Sénat qui peut émettre des propositions d’amendement; ces modifications sont alors à nouveau soumises à l'Assemblée avant que le texte ne soit définitivement entériné et transmis au roi pour promulgation . Une fois proclamée, la loi doit entrer en vigueur dans les dix jours à Phnom Penh, dans les vingt jours sur le reste du territoire.
L’Assemblée doit aussi approuver à une majorité des deux tiers toute demande de révision constitutionnelle, qu’elle ait été initiée par le roi, le premier ministre ou par au moins un quart des députés ; la modification ne doit toutefois pas remettre pas en cause le régime de monarchie parlementaire ni le système de démocratie libérale pluraliste.
Enfin, si d'après la constitution l'Assemblée partage l’initiative des lois avec le sénat et le gouvernement, dans la réalité l’essentiel en revient à ce dernier qui avant de soumettre un projet le fait préparer par le cabinet ministériel compétent et revoir par un groupe de juristes. Le fait que ni les députés ni les sénateurs ne disposent de tels moyens ni de ces qualifications peut expliquer le faible nombre de textes dont ils sont à l’origine ou qui donnent lieu à de réelles discussions. Leur rôle se trouve en réalité limité à un simple enregistrement de lois – dont l’application est par ailleurs laissée à l’appréciation des dirigeants politiques - et l’opposition ayant du mal à faire part de ses récriminations au parlement se trouve acculée à des méthodes peu orthodoxes pour être entendue telles les manifestations de 2013-2014 qui avaient bloqué les institutions pendant une année ou l’arrachage d’une borne provisoire par Sam Rainsy en 2009 pour protester contre la délimitation de la frontière khméro-vietnamienne entérinée par les gouvernements des deux pays concernés.

### Contrôle du gouvernement
Lors de la formation d’un nouveau gouvernement, le roi doit choisir le premier ministre « parmi les députés du parti vainqueur aux élections ». Une fois nommé, celui-ci compose son cabinet dont les ministres ne sont pas obligatoirement députés mais doivent être membres d’un parti représenté dans cette chambre basse ; enfin, le gouvernement doit obtenir l’investiture de l’Assemblée nationale pour entrer en fonction. La constitution imposait au départ que le gouvernement soit approuvé par une majorité des deux tiers. Cette disposition avait surtout pour but, lors de sa création en 1993, de contraindre les deux principales formations (FUNCINPEC et CPP) à s’entendre pour diriger le pays ensemble. Par la suite, la mesure avait été conservée pendant plus de dix ans, aucun des deux protagonistes ne voulant prendre le risque de donner les moyens à son adversaire de gouverner sans lui. Mais cette obligation de disposer d’une telle majorité va aussi conduire à des situations de blocage, voire – comme ce fut le cas en 1997 – dégénérer en conflit ouvert quand les deux partis ne sont pas en mesure de trouver un compromis. La crise consécutive aux élections de 2003, où les institutions avaient été bloquées pendant onze mois et qui n’avait trouvé une issue que par la création d’un gouvernement pléthorique de 322 membres, entrainera une révision constitutionnelle en mars 2005 qui ramènera la majorité nécessaire à la moitié des membres plus une voix,.
L’Assemblée a aussi le pouvoir de révoquer un ministre ou l’ensemble du gouvernement à la suite d’un vote de défiance devant recueillir la majorité absolue des voix. Dans l’esprit des constituants, ces dispositions avaient pour but d'accroître la dépendance du législatif sur l’exécutif, mais le quorum requis pour adopter une telle mesure limite la probabilité que la procédure puisse être menée à bien.
Elle peut également poser des questions au gouvernement auxquelles les ministres doivent répondre dans les sept jours ou convoquer l’un d’entre eux voire tout haut fonctionnaire qu'elle désire entendre devant l’assemblée ou une de ses commissions afin de clarifier certains aspects de la politique de l’exécutif.
Le gouvernement devrait ainsi dépendre de l’Assemblée, mais dans les faits, à cause notamment du poids des partis dans le choix des candidats aux élections, le rapport de force est inversé et la réalité du pouvoir s’exerce au sein du conseil des ministres.

### Autonomie
Afin de limiter les risques d’influence, les députés ne peuvent cumuler leurs charges avec un emploi public ou politique, mise à part une fonction ministérielle. Toutefois, et de manière étrange, ces restrictions ne s’étendent pas au domaine privé.
Dans le même temps, la constitution affirme que le député ne représente pas seulement les électeurs de sa circonscription mais la nation tout entière et interdit les mandats impératifs.
Mais cette indépendance relative est à quelque part en contradiction avec la loi électorale qui ne permet pas les candidatures individuelles et impose de soumettre des listes représentant des partis dûment enregistrés auprès du ministère de l’intérieur (en). Cela avait notamment servi de prétexte en mai 1995 quand à la suite de l’éviction de Sam Rainsy du FUNCINPEC, Norodom Ranariddh, alors premier premier ministre et dirigeant de la formation royaliste avait demandé – et obtenu – le remplacement de l’intéressé à l’Assemblée par le candidat de son parti arrivé en position de premier non éligible sur la liste de sa circonscription de Siem Reap.

### Immunité
Sauf pour les flagrants délits, l’arrestation et la poursuite d’un député aussi bien au civil qu’au pénal requiert l’autorisation de l’Assemblée qui peut aussi rétablir une immunité préalablement levée par un vote d’au moins trois quarts des membres.

## Composition
| Province                      | Députés |
| ----------------------------- | ------- |

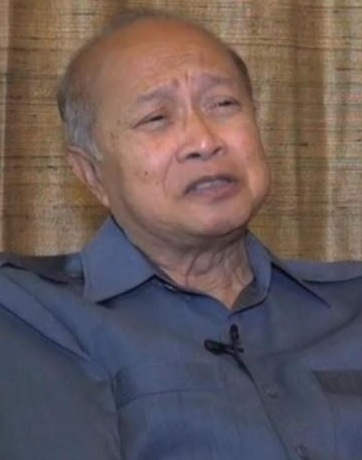
Norodom Ranariddh, président de l'Assemblée nationale de 1998 à 2006.

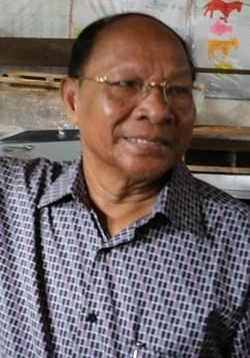
Heng Samrin, président de l'Assemblée nationale de 2006 à 2023.

| Province de Banteay Mean Chey | 6       |
| Province de Battambang        | 8       |
| Province de Kampong Cham      | 10      |
| Province de Kampong Chhnang   | 4       |
| Province de Kampong Speu      | 6       |
| Province de Kampong Thom      | 6       |
| Province de Kampot            | 6       |
| Province de Kandal            | 11      |
| Province de Kep               | 1       |
| Province de Koh Kong          | 1       |
| Province de Kratie            | 3       |
| Province de Mondol Kiri       | 1       |
| Province de Pailin            | 1       |
| Phnom Penh                    | 12      |
| Province de Preah Vihear      | 1       |
| Province de Prey Veng         | 11      |
| Province de Pouthisat         | 4       |
| Province de Rotanah Kiri      | 1       |
| Province de Siem Reap         | 6       |
| Province de Sihanoukville     | 3       |
| Province de Stoeng Treng      | 1       |
| Province de Svay Rieng        | 5       |
| Province de Takeo             | 8       |
| Province de Tbong Khmum       | 8       |
| Province d'Otdar Mean Cheay   | 1       |
| Total                         | 125     |